# Onthophagus baenzigeri
Onthophagus baenzigeri là một loài bọ cánh cứng trong họ Bọ hung (Scarabaeidae).